# Saint-Thibaud-de-Couz
Saint-Thibaud-de-Couz is een gemeente in het Franse departement Savoie (regio Auvergne-Rhône-Alpes). De plaats maakt deel uit van het arrondissement Chambéry. Saint-Thibaud-de-Couz telde op 1 januari 2022 1.097 inwoners.

## Geografie
De oppervlakte van Saint-Thibaud-de-Couz bedroeg op 1 januari 2022 24,17 vierkante kilometer; de bevolkingsdichtheid was toen 45,4 inwoners per km².

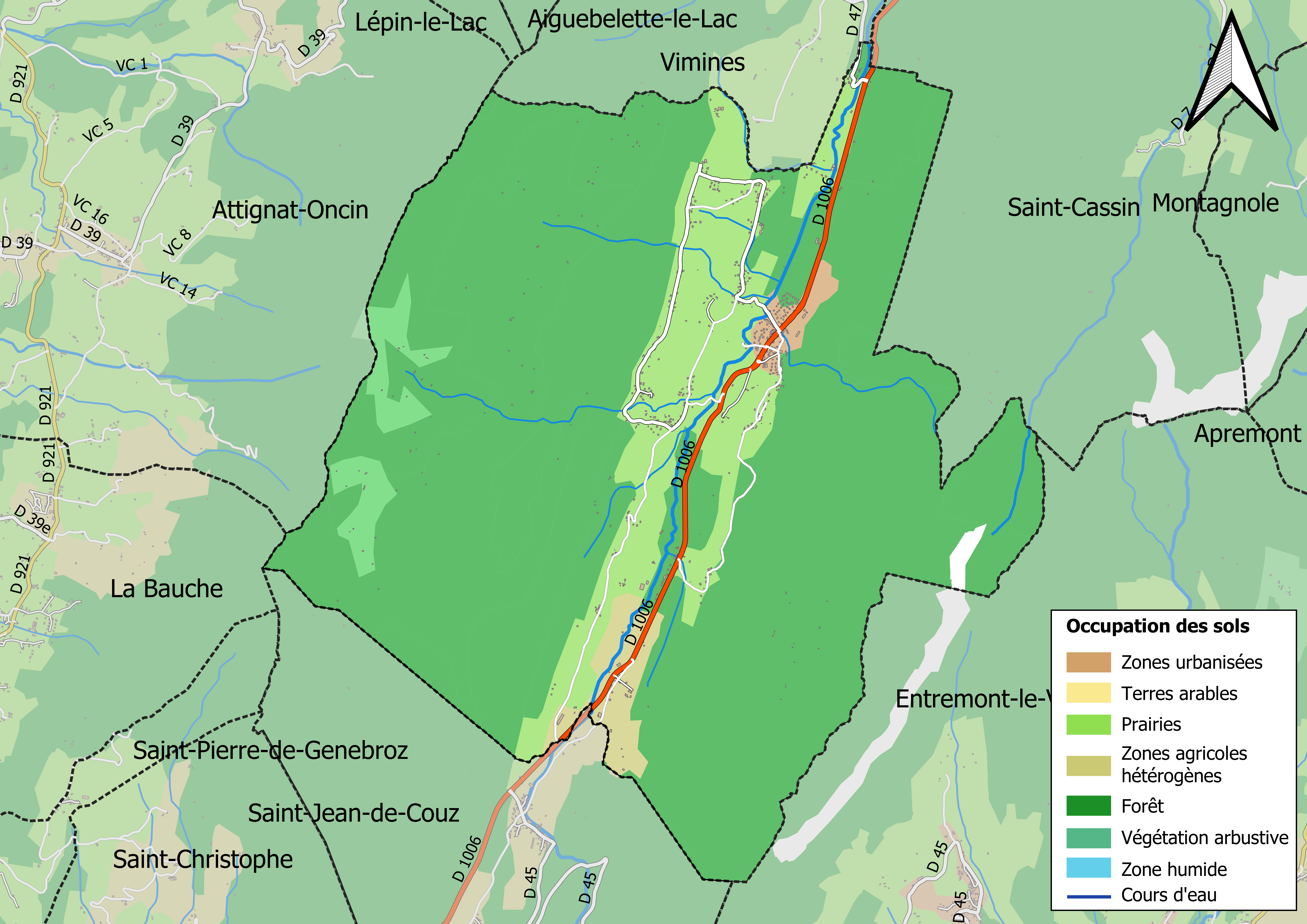
Kaart van de gemeente met de belangrijkste infrastructuur, bodemgebruik en omliggende gemeenten

## Demografie
Onderstaande figuur toont het verloop van het inwonertal (bron: INSEE-tellingen).